# Lounès Matoub
Lounès Matoub (in berbero Lwennas Maɛṭub; in arabo معطوب الوناس‎?; Beni Douala, 24 gennaio 1956 – Beni Aïssi, 25 giugno 1998) è stato un cantautore, poeta e attivista berbero con cittadinanza algerina.

## Biografia
La vita di Lounès Matoub è sempre stata piuttosto turbolenta (ha scritto un'autobiografia dall'eloquente titolo Il ribelle) e fin dagli anni di scuola è stato coinvolto in risse violente, finendo anche in prigione. Il suo amore per la musica, coltivato fin da ragazzo, diventa professionale dopo il 1978, quando si reca a Parigi dove conosce Idir, Slimane Azem e H'nifa. Raggiunto a Parigi dagli echi della "Primavera berbera" (Tafsut Imazighen) del 1980, decide di impegnarsi totalmente per la causa della sua lingua e della sua cultura.
Personaggio "scomodo" per il potere algerino, la sua personalità poco propensa ai compromessi lo ha portato a più riprese a scontrarsi sia col potere costituito sia con i terroristi islamici, che nel 1994 lo rapirono, rilasciandolo dopo 15 giorni per l'impressionante reazione suscitata in tutta la Cabilia dallo sdegno per questa azione. La sua fine violenta era però solo rimandata, perché pochi anni dopo, nel 1998, venne assassinato da un commando armato nei pressi del suo villaggio.
Nelle sue canzoni egli ha sempre difeso la propria lingua, messa al bando dalla costituzione e da ogni istanza ufficiale algerina. Le armi di Matub erano le parole, che egli dominava con rara maestria, contribuendo a elevare il proprio idioma da gergo reietto e disprezzato a lingua di una cultura moderna e viva. Per questo egli è indubbiamente da considerare uno degli esponenti di spicco della cultura berbera contemporanea.

## Impegno politico di Matoub
Politicamente, Matoub sosteneva i valori di federalismo, laicità, democrazia, libertà di parola. Rivendicava il riconoscimento della lingua berbera come lingua nazionale e ufficiale, e il decentramento dell'istruzione pubblica.
Per qualche tempo ha fatto parte dell'RCD, un partito politico laico e berberista, nato dopo la primavera del 1980, ma ha lasciato il partito poco prima della sua morte.

## Discografia

### Canzoni di Matoub
L'opera di Lounès Matoub si compone di 28 album (di cui sei doppi, in totale 34 volumi):
- 1- Ay Izem (album, singolo 1978)
  1. Ay Izem (o leone/eroe!)
  2. Ifennanen
  3. Tegrawla-nneɣ (La nostra rivoluzione)
  4. Aqlaɣ
  5. Ya lferḥ-iw
  6. Leḥbab-iw (I miei amanti)
  7. Terriḍ
  8. Anf-iyi

- 2- Daεwessu ("La maledizione", album singolo 1978)
  1. A yemma aεzizen ("Mia cara mamma")
  2. Azul fell-awen (Salve a voi)
  3. Nehder mitmal ddunit
  4. Tiɣratin an ṛuḥ
  5. In-aɣ-d ayen akka
  6. Ddaεwessu

- 3- Ṛuḥ ay aqcic ("Va' ragazzo!", album singolo 1979)
  1. Yaw at n magret
  2. Ṛuḥ ay aqcic
  3. Eqdaɣ lyass
  4. Ur diyi-sseḍlam (Non accanirti su di me)
  5. Ay akal hader
  6. Idewweṛ i wedrar (La montagna circondata)
  7. Amirouche et Ferhat
  8. Yeb°ded lawan
  9. Acangal yezi
  10. Arqiq lhal-iw

- 4- Yekkes-as i znad ucekkel ("Han tolto la sicura", album singolo 1979)
  1. Yekkes-as i znad ucekkal
  2. Ay imesdurar (I montanari)
  3. Aken kan id ttaxreɣ
  4. A tidett wi kem-iεebban (Verità, quanto pesi!)
  5. Iwexxer wagu
  6. Ğeṛğeṛ yessawel i Luṛis (Il Djurdjura chiama l'Aurès)

- 5- A lḥif yuran ("La sventura nel destino", album singolo 1979)
  1. Azul a mmi-s idurar (Au fils des montagnes)
  2. Ger idurar n Luṛis (Les Aurès)
  3. Ufiɣt yeduri tejra
  4. Tegrurez
  5. Ay idurar n Ğeṛğeṛ (Montagnes du Djurdjura)
  6. Abehri
  7. A lḥif yuran (Malheur inscrit)

- -6 Ay aḥlili ("O sventurati!", album singolo 1979)
  1. Ay aḥlili
  2. Atidett rdju
  3. Gara nneɣ ur d yigri usirem
  4. Ay ahbib assa ad ṛuḥeɣ
  5. Ak°it ay arrac nneɣ (Ridestatevi, compagni)

- 7- A ttwaliɣ ("Visione", album singolo 1980)
  1. Waka m di-ssawlen
  2. Xas ṛuḥ (È ora di sparire)
  3. Ay aqcic (O ragazzo)
  4. Annaɣ i yi-iga ṛṛay-iw (No, non ragiono più)
  5. Tilelli (La libertà)
  6. Uh ay ihbiben-is
  7. Ttaṛ-im a m-t-id-rreɣ (Ti vendicherò io)
  8. A ttwaliɣ

- 8- Récital à l'Olympia 80 (JSK) (Album singolo 1980)
  1. Introduzione
  2. Kksen-aɣ la J.S.K. (Ci hanno tolto la JSK[1])
  3. Imaziɣen (Ḥekkun) (I Berberi (o: Ci raccontano))
  4. D aɣrib (L'esilio)
  5. Lgirra tefra (La guerra è finita)
  6. Poesia
  7. Tter

- 9- Assagi lliɣ ("Oggi ci sono, domani chissà?", album singolo 1981)
  1. Zhut ay arrac
  2. Uh a yemma sber
  3. Ya lfehr-iw
  4. Poèmes tayeb
  5. Tiɣratin
  6. Assagi lliɣ

- 10- Slaεb-itt ay abeḥri ("Vento, scatenali!", album doppio, 1981)
  - Volume 1 Slaεb-itt ay abeḥri
    1. Sleεb-itt ay abeḥri
    2. Defreɣ-k s wallen-iw
    3. An-nerreẓ wala an-neknu (Mi spezzo ma non mi piego)
    4. Ay adrar n At Yiraten (La montagna degli At Iraten)

  - Volume 2 Yeḥzen Lwad Aεissi ("L'Oued Aissi è in lutto")
    1. Yeḥzen Lwad Aεisi
    2. Amuss yezga izedɣiten
    3. Lwexda iṣaren (Terribile sventura)
    4. Berzidan (Presidente)

- 11- At Yiraten ("Gli At Yiraten", album singolo 1981)
  1. Muggreɣ At Yiraten (Ho incontrato degli At Yiraten)
  2. Iffis
  3. A askri
  4. A mmi aεzizen (Figlio mio caro)
  5. Yenayi aqli ad ṛuḥeɣ
  6. Anef-iyi ad ruɣ (Lasciatemi piangere)

- 12- Tirgin ("Braci", album singolo 1982)
  1. Ru ay ul (Piangi. cuor mio)
  2. Tiɣri idurar (L'appello dei monti)
  3. Kumiṣar (Il commissario)
  4. Tirgin (Braci)
  5. Assa tesεiḍ (Oggi hai un figlio)
  6. Letnayen iṛuḥ d tlata
  7. Ameḥbus-iw (Il mio prigioniero)
  8. Mi neztel s lkif

- 13- Tamsalt n Sliman ("La prova di Slimane", album singolo 1983)
  1. Ur ifur
  2. Imcumen
  3. Allah wakbeṛ (Allah è grande)
  4. Afalku bezru leɣrib
  5. As lferh
  6. Abrid at n aεqel
  7. Tamsalt n Sliman
  8. Yir tayri (L'amore malvagio)
  9. A lexlaxel

- 14- A tarwa n lḥif ("Figli della sventura!", album singolo 1984)
  1. Lhaq (La ragione)
  2. A sidi Abderahmane (Sant'Abderahmane)
  3. Monsieur le Président
  4. Asa djazayri
  5. Igujilen (Gli orfani)
  6. A tarwa n lḥif

- 15- Dda Hammou ("'Zio' Hammou", album singolo, 1985)
  1. Da Hammou
  2. Asɣersif (Il pioppo)
  3. Yecbas i rebbi leqlam
  4. Ẓẓehr-iw (La mia buona sorte)
  5. Tamsalt-iw (La mia prova)
  6. Aṭṭan n mmi (Il male di mio figlio)
  7. Lgirra n esscandriya
  8. Qelleb lmetl-im (Il tuo esempio)

- 16- Lbabur ("Il battello", album singolo, 1985)
  1. Imɣereq
  2. Ma suɣeɣ (La calamità)
  3. Lbabur (La nave)
  4. Tadukla (L'amicizia)
  5. Ugadeɣ a k-rwin (Temo che ti rovinino)
  6. Zzriɣ accu
  7. Lebɣ-iw d array-iw
  8. Mrehba s lehbab (Un benvenuto agli amanti)

- 17- Les deux compères ("I due compari"[2], album singolo 1986)
  1. Les deux compères
  2. Yir argaz (Uomo malvagio)
  3. A mes frères
  4. Aɣrib (L'esule)
  5. Amek akka (Com'è che...?)
  6. Utlif
  7. Uh ay ihbiben-iw
  8. Ul-iw gezm-it (Strappami il cuore)

- 18- Tamurt-iw ("Patria mia", album singolo, 1986)
  1. Yir aqbayli (Cabilo malvagio)
  2. Ddunit-iw (La mia vita)
  3. A tamurt-iw (Mio paese)
  4. Lezzayer (L'Algeria)
  5. Askri
  6. Imdanen (Umani)
  7. Err-as tili

- 19- Tissirt n enndama ("La macina del rimorso", album singolo, 1987)
  1. Tensa tafat (Dimentica e trova)
  2. Udem n Lezzayer (Il volto dell'Algeria)
  3. Sseḥseb (Pensaci bene)
  4. Tadart-a (Questa casa)
  5. Strumentale: tensa tafat
  6. Tissirt n enndama
  7. D ayen idub ṛṛuḥ (Non ne possiamo più)

- 20- Lmut ("La morte", album 1988)
  1. Lmut (La morte)
  2. Iḥeddaden bb°awal (Cesellatori di parole)
  3. Idrimen (I soldi)
  4. Ay arrac (La gioventù)
  5. Tidett yeffren (La verità nascosta)
  6. Igiṛṛu n lkif (Lo spinello)
  7. Uzu n tayri (Amore che brucia)

- 21- Rwaḥ rwaḥ ("Va', va'", album singolo, 1988)
  1. Sserhas ay adu
  2. Aɣrib (L'esule)
  3. Abrid ireglen (La strada sbarrata)
  4. Rwaḥ rwaḥ
  5. At-tili lḥağa (Qualcosa sta per succedere)
  6. Arrac n tmanyin
  7. S kra b-b°i-ghelken yeḥla (Tutti i mali sono guariti)
  8. Aṭṭas i s-yennan

- 22- L'ironie du sort ("L'ironia della sorte", album singolo, 1989)
  1. Ayen iraden - L'ironie du sort (Cosa sta scritto - L'ironia della sorte)
  2. Yir lehlak - Elle s'arrache, la liberté (Un brutto male - La libertà va conquistata)
  3. Wissen (Chissà)
  4. A win iṛuḥen (O voi che ve ne siete andati)
  5. Lεemeṛ-iw (Le montagne sono la mia vita)
  6. Imceblen - La déchirure (Mestatori - Lo strappo)
  7. Amenni (La speranza)
  8. Ssu-yas - La gifle (Preparale un giaciglio - Lo schiaffo)
  9. Tarewla - Le repentir (Fuggi, fuggi - Il pentimento)

- 23- Regard sur l'histoire d'un pays damné ("Sguardo sulla storia di un popolo dannato", album doppio, 1991)
  - Volume 1 Regard sur l'histoire... 
    1. Regard sur l'histoire d'un pays damné (Canzone di 45 minuti)

  - Volume 2 Iẓri-w
    1. Iẓri-w (I miei occhi)
    2. Aḥlil Aḥlil (Che miseria, che miseria)
    3. Tadukli (Fratellanza)
    4. Uzu tassa
    5. Abeḥri n lḥif (Venticello di sventura)

- 24- Communion avec la patrie ("Comunione con la patria", album doppio, 1993)
  - Volume 1 Communion avec la patrie
    1. Hymne à Boudiaf (Inno a Boudiaf[3])
    2. A yemma amek (Che t'è successo, madre?)
    3. Imesḥaf (I mostri)
    4. Amğazi - Communion avec la patrie (Accoglienza - Comunione con la patria)

  - Volume 2 Lmeḥna
    1. A yemma yemma - La fleur saxifrage (Mamma, mamma - La sassifraga)
    2. Tuzzma n temɣer (I conti con la vecchiaia)
    3. Si ddaw uẓekka tiɣri-w (Il mio appello dalla tomba!)
    4. Amessefray - Ma voix, dans le vide... (La mia voce nel vuoto)
    5. Taseεdit (Tassadit)
    6. Lmeḥna (La pena)

- 25- Kenza ("Kenza"[4], album singolo, 1994)
  1. Mm imezran - La gracieuse (O tu, dai bei capelli - La bella)
  2. A ṭṭaffareɣ deg wussan - L'agneau oblatif (Mi aggrappo ad ogni giorno - L'agnello sacrificale)
  3. Ttuɣ - L'amoureux réprouvé (Ho dimenticato - L'innamorato rifiutato)
  4. Kenza
  5. Ṛuḥ ṛuḥ
  6. Tamara (La costrizione)
  7. Tannumi (L'abitudine)
  8. Tatut (L'oblio)
  9. Tiɣri ugujil (Il grido dell'orfano)

- 26- Tiɣri g-gemma ("Il grido della madre", album doppio, 1996)
  - Volume 1 Asirem ("La speranza")
    1. Asirem
    2. Tameddit b-b°ass (La fine del giorno)
    3. Abrid n tdukli - L'horizon prospère (La via della fraternità - Il prospero orizzonte)
    4. Asmekti t-tuzzma (Rimorsi e rimpianti)
    5. Yir aṭṭan - La fatalité (Male incurabile - La fatalità)
    6. Lɣella n ṭṭrad (Il bottino di guerra[5])
    7. La soeur musulmane (La sorella musulmana)

  - Volume 2 Tiɣri g-gemma ("Il grido della madre")
    1. Taεekkemt n tegrawla (Il peso della rivoluzione)
    2. Imettawen-iw (Le mie lacrime)
    3. Tiɣri g-gemma (Il grido della madre)
    4. Tuzzma (Rimprovero)
    5. Lḥif n nnger (La sventura di non avere eredi)
    6. Lmutt b-b°egrawliw (La morte del rivoluzionario)
    7. Tiɣri n tağğalt (Il grido della vedova)

- 27- Au nom de tous les miens ("In nome di tutti i miei", album in 2 volumi, 1997)
  - Volume 1 Semeḥtiyi ("Scusatemi")
    1. Semmeḥt-iyi a leḥbab-iw (Scusatemi, amici)
    2. Ay ixf-iw (Animo mio, che fare?)
    3. Anda-tt teεzibt (Non vi è capanna che non frema)
    4. A baba ṛuh (Va', padre mio)
    5. Ay aḥbib-iw (O amico fedele)
    6. Imcumen (Gli scellerati)

  - Volume 2 Sel kan i dderz ("Ascolta i passi")
    1. Sel kan i dderz (Ascolta i passi)
    2. Ffeɣ ay ajṛad tamurt-iw (Cavalletta, via dal mio paese[6])
    3. At yetran (Quelli con le stellette)
    4. Qqurent tregwa (I canali si sono prosciugati)
    5. Ay izri yesrindimen (A calde lacrime)
    6. Armi glalzeɣ i faqeɣ (Solo giunto in fondo mi sono accorto)

- 28-Tabratt ("Lettera aperta...", album in 2 volumi, 1998)
  - Volume 1 Tabratt i lḥekam ("Lettera aperta al potere")
    1. Ayen ayen (Perché, perché?)
    2. A tamɣart (O vecchia)
    3. Ifut lawan (Sono passati i tempi...)
    4. Nezga (Siamo sempre qui)
    5. Tabratt i lḥekam

  - Volume 2 I luḥqed zzhir ("Un boato ci ha raggiunti")
    1. Ur sḥissif ara (Non tenere rancore)
    2. Iluḥq-ed zzhir
    3. Ddu d webrid-ik a lḥif (Va' per la tua strada, miseria)
    4. Yehwa-yam (Così hai voluto, o donna)
    5. Beddeɣ di tizi (In piedi sul colle)
    6. Sers iman-ik (Datti una calmata)

### Canzoni su Matoub
- Baha Lahcen, Amazigh n Tizi, canzone in onore di Matoub e dei cabili caduti nella primavera nera.
- Omar Ait Said, Timmuzgha, canzone in onore di Matoub e della lingua berbera.
- Takfarinas, Lounès, canzone in onore di Matoub.
- Amnay, Timmuzgha, canzone in onore di Matoub e della lingua e cultura berbera.
- Noumidia, Lounes, canzone in onore di Matoub.
- Canta u Populu Corsu, "Lounès Matoub", traccia numero 3 del disco "Rinvivisce" del 2001; fonte: http://www.canta-officiel.com/discography/rinvivisce/